# Бэйли, Дэниел
Дэниэл Эвертон Бэйли (англ. Daniel Everton Bailey, род. 9 сентября 1986) — бегун из Антигуа и Барбуды, специализирующийся на дистанции 100 м. Был знаменоносцем на церемонии открытия Летних Олимпийских игр 2004 года.

## Биография
Начал заниматься бегом в возрасте одиннадцати лет, однако сначала предпочитал легкой атлетике крикет и футбол.
На Олимпийских играх в Пекине соревновался в беге на дистанции 100 метров. В первом забеге показал второй результат, отстав от Усэйна Болта на 0,04 секунды. Тем не менее пробиться в полуфинал не смог.
В 2009 году стал первым представителем Южной Америки, преодолевшим стометровку менее чем за 10 секунд. Трижды улучшая свой результат в течение сезона, он установил свой лучший результат — 9,91 секунды. Стал первым атлетом из Антигуа и Барбуды, попавшим в финал на дистанции 100 метров на чемпионате мира.
На чемпионате мира в помещениях 2010 года завоевал бронзу на 60-метровке с результатом 6,57 секунд. Соревновался в Бриллиантовой лиге ИААФ, дважды занял третье место на дистанции 100 метров. Стал четвертым на Мемориале Ван Дамме и Meeting Areva. Выступал на Играх Центральной Америки и Карибского бассейна, где завоевал серебро, уступив Чуранди Мартина, и на Континентальном кубке ИААФ, проиграв лишь Кристофу Леметру.
Пропустив сезон 2011 года в помещении, в апреле установил личный рекорд на 200-метровке на соревнованиях UTech Classic на Ямайке. Выступил в Европе вместе с Йоханом Блейком, где пробежал 100 метров за 9,97 секунд.
Нес флаг на церемонии открытия Олимпийских игр 2012, но не сумел квалифицироваться из своего забега.
Был знаменосцем на Играх Содружества 2014 года и Олимпийских играх 2016 года.

## Личные рекорды
- 60 метров 6.54 21 февраля (2009)
- 100 метров 9.91 17 июля (2009)
- 200 метров 20.40 16 августа (2014)